# Róża Herman
Pour les articles homonymes, voir Herman.
Róża Maria Herman ou Hermanova, née Róża Lubińska, est une joueuse d'échecs polonaise née le 16 janvier 1902 et morte le 7 mars 1995. Elle fut sixième du championnat du monde féminin en 1935.

## Biographie et carrière
Róża Herman remporta deux championnats de Pologne féminins en 1949 et 1950.
En 1935, elle finit sixième, ex æquo avec Edith Holloway, du championnat du monde féminin disputé à Varsovie. avec 3,5 points sur 9 (championnat du monde remporté par Vera Menchik).
En août 1937, elle marqua 7 points sur 14 au championnat du monde féminin de Stockholm, un tournoi disputé suivant le système suisse en 14 rondes et finit à la dixième place ex æquo sur les 26 participantes.
Après la Seconde Guerre mondiale, Herman participa au championnat du monde féminin en 1949-1950 sous le nom Roza Germanova. Elle finit dernière du tournoi. 
En 1950, la Fédération internationale des échecs lui décerna le titre de maître international féminin.